# Кудай
Кудай (обладающий Кут(ом)) или Худай, — верховный бог в тюркской мифологии. Известен также под именем Ульгень.
В мифологии и фольклоре тюркских народов Кудай (Худай) вместе со своим братом Эрликом создавал сушу и растения, горы, моря, деревья. Он сотворил из глины человека, а Эрлик вдохнул в него душу. Кудай сотворил собаку, но не дал ей шерсти, это сделал Эрлик. Кудай создал первых животных — коня, овцу, корову, а Эрлик — верблюда, медведя, барсука, крота. Кудай спустил с неба молнию, повелевал громом. Он состязался с Эрликом, который проиграл ему в споре кому быть творцом, а затем они разделили народ между собой. Имел девятерых сыновей, от которых берут начало сеоки кыпчак, майман, тодош, тонжаан, комдош, тьюс, тогус, кузен, кердаш и Дочь Ару Кыздар (Ару Кызлар). Дух-хозяин Алтая считается сыном Кудая. Другая версия свидетельствует о том, что поначалу появился Юч-Курбустан и создал Кудая и Эрлика, которые в дальнейшем на равных участвовали в сотворении мира.